# مانويل إيتورا
مانويل إيتورا (بالإسبانية: Manuel Rolando Iturra Urrutia)‏ (23 يونيو 1984 تيموكو تشيلي - ) هو لاعب كرة قدم تشيلي، يلعب كلاعب وسط.

## روابط خارجية
- مانويل إيتورا على موقع الاتحاد الدولي (مؤرشف)  (الإنجليزية)
- مانويل إيتورا على موقع الاتحاد الأوربي (الإنجليزية)
- مانويل إيتورا على موقع إي إس بي إن إف سي (الإنجليزية)
- مانويل إيتورا على موقع قاعدة بيانات كرة القدم.إي يو (الإنجليزية)
- مانويل إيتورا على موقع ناشيونال فوتبول تيمز (الإنجليزية)
- مانويل إيتورا على موقع Soccerbase.com (لاعب) (الإنجليزية)
- مانويل إيتورا على موقع Soccerway.com (الإنجليزية)
- مانويل إيتورا على موقع AS.com (الإسبانية)